# Mihajlo Mitrović
Mihajlo Mitrović (v srbské cyrilici Михајло Митровић, 1. září 1922 Čačak – 20. prosince 2018 Bělehrad) byl srbský architekt. Patřil k nejplodnějším srbským/jugoslávským architektům druhé poloviny 20. století.
Mihajlo Mitrović pocházel z rodiny vlastníků hotelu Beograd z Čačaku. Mládí strávil v Čačaku, později studoval na fakultě architektury Bělehradské univerzity, kterou úspěšně zakončil v roce 1948. Následně získal stipendium OSN a pobýval ve Francii a Dánsku. Jako student se účastnil dobrovolnické brigády v Bosně a Hercegovině na stavbě trati Šamac–Sarajevo v roce 1947. Přihlásil se shodou okolností do soutěže na návrh železniční stanice v Zenici a jeho projekt byl i realizován.
Byl autorem urbanistických plánů pro Pirot, Niš, Zaječar, Trstenik, Banju Koviljaču, Lazarevac a Vrnjačku Banju. Mezi nejznámější stavby, které Mitrović projektoval, patří např. dominanta západní části Bělehradu (Genex Tower), hotel Putnik na Novém Bělehradu, rekreační zařízení "Narcis" v pohoří Zlatibor, nebo chrám Vasilije Ostrožského v Bělehradu. Mitrović byl jako architekt okouzlen moderními městy, jakými byla např. Brasilia[zdroj?] a také brutalistickou architekturu. Jako avantgardní architekt navrhl řadu staveb, které vybočují i ze standardů jugoslávského brutalismu. Mezi ně patřil např. obytný dům v ulici Braće Jugovića kombinující beton i cihlu a sídlo společnosti Energoinvest, které se nachází v ulici Despota Stefana v srbské metropoli.
V dobách existence SFRJ zastával pozici generálního tajemníka Svazu architektů Jugoslávie. Získal celou řadu domácích ocenění, v roce 1999 byl zvolen za prezidenta Akademie architektury.